# Vitta Foods
Vitta Foods egy élelmiszert feldolgozó bolgár cég, amely fagyasztott termékeket, tésztát állít elő. A Vitta Foods-ot 2006-ban alapították, a Green Holding JSC részét képezte. A vállalat fő irodái Szófiában és Szvilengrádban találhatók.
A gyártási folyamatokat német, japán, olasz, görög és svéd gépekkel végzi az élelmiszerfeldolgozó ipar számára. A cég belső HACCP rendszert használ az élelmiszer biztonságnak menedzsmentjéhez.
Bulgáriában kiskereskedelmi egységeknek, hoteleknek, éttermeknek és kávézóknak szállítanak termékeikből.

## Termelés
A Vitta Catering cég tradicionális bolgár papír vékony tésztát készít, spirális alakú kicsi pitéket és tészta tekercseket édesen és ízesen töltve, fehér sajttal, spenótos ízesítéssel, tökkel, almával, sonkával. Van sárga sajttal töltött termék, almás és csokoládés, egzotikus tölteléknek pizzát, tonhalas és bogyó gyümölcsös.

## Külső hivatkozások
- Invest in Bulgaria, Vitta Foods